# Palaemnema apicalis
Palaemnema apicalis är en trollsländeart som beskrevs av Luisa Eugenia Navas 1924. Palaemnema apicalis ingår i släktet Palaemnema och familjen Platystictidae. Inga underarter finns listade i Catalogue of Life.